# Aqvital FC Csákvár
Aqvital FC Csákvár is een Hongaarse voetbalclub uit Csákvár dat onderdeel is van het Hongaarse comitaat Fejér. De club is opgericht in 1947 en speelt zijn thuiswedstrijden in Tersztyánszky Ödön Sportközpont, dat plaats biedt aan 2500 toeschouwers. De traditionele clubkleuren zijn blauw en geel. 

## Geschiedenis
De club is opgericht in 1947. Dit was onder de naam Csákvári Torna Klub. In 2011 promoveerde de club op historische wijze naar de Nemzeti Bajnokság III, voor het eerst sinds 1951. De promotie behaald zonder verliespunten op het vierde niveau, de Megyei I. 
In 2013 eindigde de club als negende in de Nemzeti Bajnokság II. Echter, degradeerde de club in verband met herstructurering van de competitie. In het jaar dat volgde werd de club gelijk kampioen op het derde niveau. Sinds 2015 is de club onafgebroken actief op het tweede niveau. In 2023 wist de club op de laatste speeldag voor lijfsbehoud te zorgen.

## Eindklasseringen vanaf 2012
| 1 |

| 9 |

| 1 |

| 12 |

| 6 |

| 16 |

| 11 |

| 11 |

| 4 |

| 17 |

| 12 |

| 15 |

| 9 |

| 10 |

| NB II | NB III |